# Martin Schmidhofer
Martin Schmidhofer (* 23. Juni 1924; † 2018) war ein deutscher Schauspieler und Standfotograf.

## Leben
Martin Schmidhofer sammelte als junger Komparse am Nationaltheater in München erste Erfahrungen mit dem Schauspielfach. Ab 1938 wurde er dann ein häufig in Spielfilmen besetzter Kinder- und Jugenddarsteller. Darunter befanden sich 1938 der Film Frau Sixta von Gustav Ucicky mit Franziska Kinz, Ilse Werner und Gustav Fröhlich sowie 1939 Der Edelweißkönig von Paul May mit Rudolf Lenz, Hansi Knoteck und Paul Richter.
Im Jahr 1941 endete zunächst seine Tätigkeit beim Film, und er leistete in der Wehrmacht an der Ostfront seinen Kriegsdienst ab. Nach 1950 sind nur noch einige Filmauftritte in den Quellen verzeichnet. Die letzte Rolle in einer Filmproduktion spielte Martin Schmidhofer nachweislich in der Verfilmung von Ludwig Ganghofers Der Klosterjäger von Harald Reinl mit Erich Auer, Marianne Koch und Paul Hartmann.
Nach Ende des Zweiten Weltkriegs nahm er sein zuvor unterbrochenes Studium an der Bayerischen Staatslehranstalt für Lichtbildwesen in München wieder auf und arbeitete nach Abschluss der Ausbildung für verschiedene Filmproduktionsgesellschaften als Standfotograf. So wurde er im Jahr 1954 unter anderem als Fotograf im Rahmen der Produktion der Literaturverfilmung von Schloß Hubertus beschäftigt. In späteren Jahren war Schmidhofer in leitender Funktion in der Privatwirtschaft tätig.

## Filmografie (Auswahl)
- 1938: Frau Sixta
- 1939: Der Edelweißkönig
- 1939: Heimatland
- 1939: Waldrausch
- 1940: Beates Flitterwoche
- 1940: Links der Isar – rechts der Spree
- 1941: Der laufende Berg
- 1950: So sind die Frauen
- 1952: Heimatglocken
- 1953: Der Klosterjäger